# خوسيه غريغوريو فارغاس
خوسيه غريغوريو فارغاس (بالإسبانية: José Gregorio Vargas) مواليد 23 يناير 1982 في كاراكاس، هو لاعب كرة سلة فنزويلي. بدأ مسيرته الاحترافية في سنة 2001. يلعب في دوري كرة السلة الوطني الأرجنتيني. يبلغ طوله 6 قدم 4.75 بوصة (1.9 م). مثّل منتخب بلاده. شارك في دورة الألعاب الأولمبية الصيفية سنة 2016. حقق المركز الأول في بطولة أمم الأمريكتين لكرة السلة 2015.

## المسيرة الاحترافية
لعب مع نادي جاورس دي لارا لكرة السلة في سنة 2004، ثم لعب مع تروتاموندوس دي كارابوبو في سنة 2005، ثم لعب مع نادي جاورس دي لارا لكرة السلة في سنة 2006.

## سجل المنافسة
شارك في المنافسات التالية:
- الألعاب الأولمبية الصيفية 2016
- بطولة أمم الأمريكتين لكرة السلة 2013
- بطولة أمم الأمريكتين لكرة السلة 2015

## الميداليات
| الميدالية | المسابقة                             |
| --------- | ------------------------------------ |
| ذهبية     | بطولة أمم الأمريكتين لكرة السلة 2015 |

## روابط خارجية
- خوسيه غريغوريو فارغاس على موقع الاتحاد الدولي لكرة السلة (الإنجليزية)
- خوسيه غريغوريو فارغاس على موقع كرة السلة الأوروبية.كوم (الإنجليزية)
- خوسيه غريغوريو فارغاس على موقع ريلجم (الإنجليزية)
- خوسيه غريغوريو فارغاس على موقع بروبوليرز (الإنجليزية)
- خوسيه غريغوريو فارغاس على موقع سبورتس رفرنس (الإنجليزية)
- خوسيه غريغوريو فارغاس على موقع أوليمبيديا (الإنجليزية)